# 経済教書
経済教書（けいざいきょうしょ、英: Economic Report of the President）は大統領制を取る国において大統領から議会に対して経済事情分析及び経済政策を説明する文書のこと。別名は大統領経済報告（だいとうりょうけいざいほうこく）。

## 概要
主にアメリカ合衆国の政治において用いられる。
アメリカ合衆国大統領が毎年一回、経済諮問委員会 (CEA) の答申に基づいてアメリカ合衆国議会に対して、経済事情を報告して政府の経済政策を説明して必要な立法を勧告する際に経済教書という形が取られる。
アメリカ合衆国では経済運営で雇用の維持や物価の安定などの目標を大きく掲げるようになった第二次世界大戦後の1946年にできた雇用法、及びそれを強化した1978年の完全雇用・均衡成長法によって、行政府には経済教書の提出が義務付けられている。
経済教書は一般教書（一般教書演説）、予算教書と並ぶ三大教書の一つである。